# Beyond the Black
Beyond the Black es una banda alemana de metal sinfónico formada en el 2014.

## Historia
La banda fue formada en 2014 en Mannheim, Alemania. Los miembros son Jennifer Haben (ex-Saphir) como vocalista, Christopher Hummels y Nils Lesser en las guitarras, Michael Hauser con el teclado, Erwin Schmidt como bajista y Tobias Derer en la batería.
Lo más llamativo es que en el mismo año que fue fundada la banda (2014) tuvo la oportunidad de hacer su primera aparición en el festival más importante del mundo, en lo que su género respecta, Wacken Open Air 2014 haciendo de banda soporte de Saxon y Hell.
El 13 de febrero de 2015, la banda debutó con su primer álbum "Songs of Love and Death", el cual alcanzó el 12° puesto en German music charts y el 21° en el Austrian charts.. El álbum fue producido por Sascha Paeth (Avantasia) y fue recibido muy positivamente por los críticos. 
La banda hizo su primer tour a través de Alemania, comenzando el 13 de mayo de 2015.

## Miembros

Miembros actuales
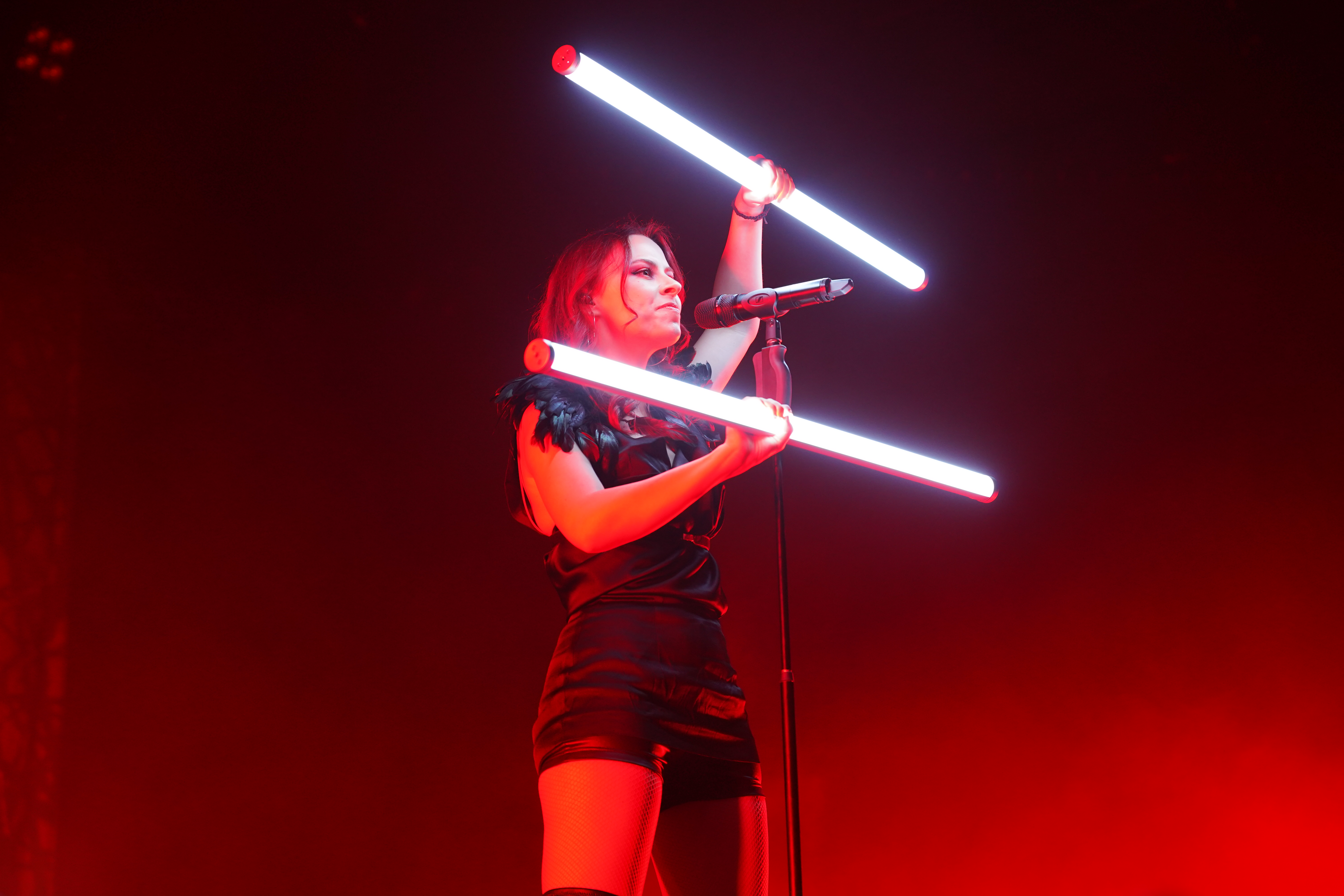
Jennifer Haben - Voz (2014–presente)
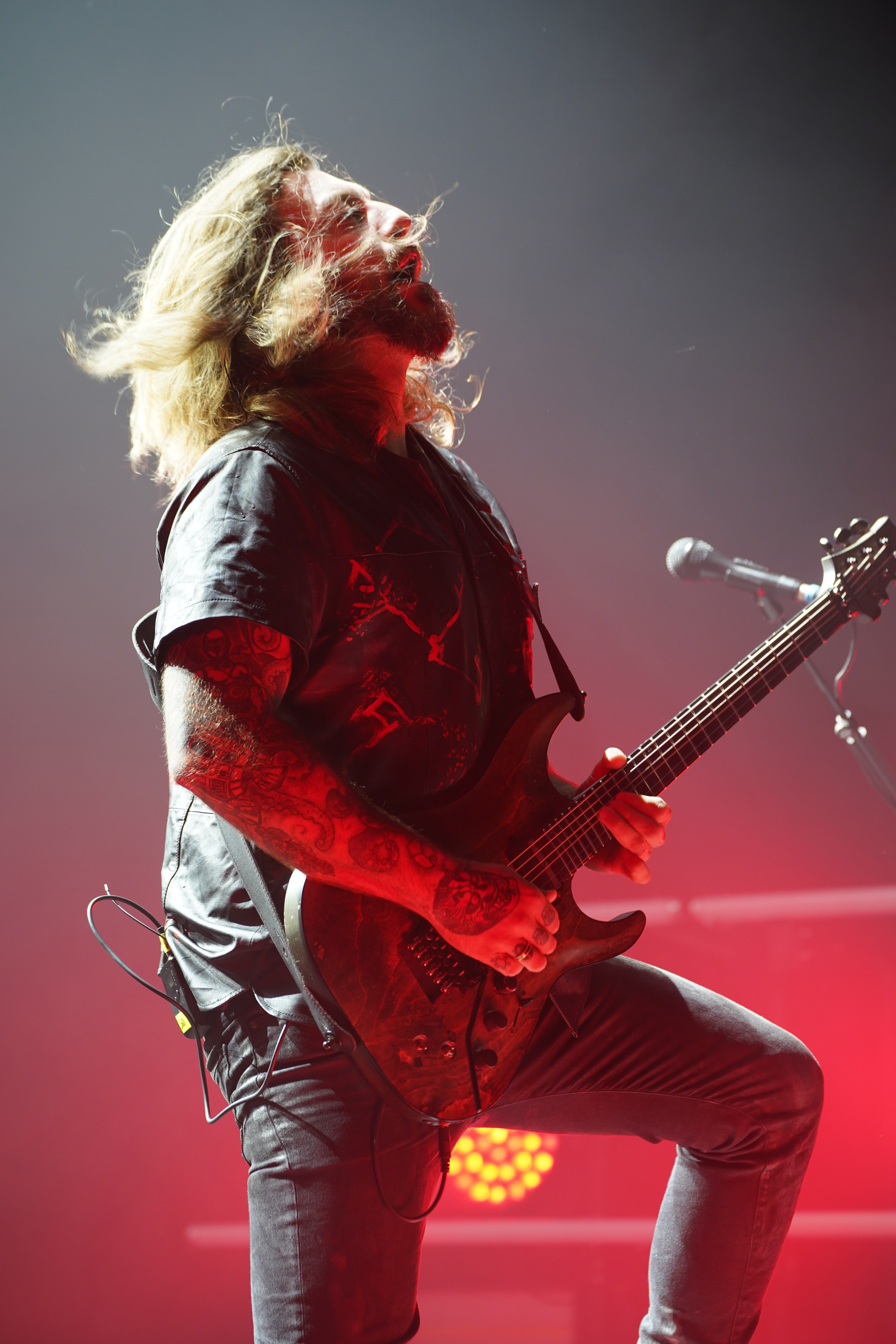
Chris Hermsdörfer - Guitarra líder, coros (2016–presente)
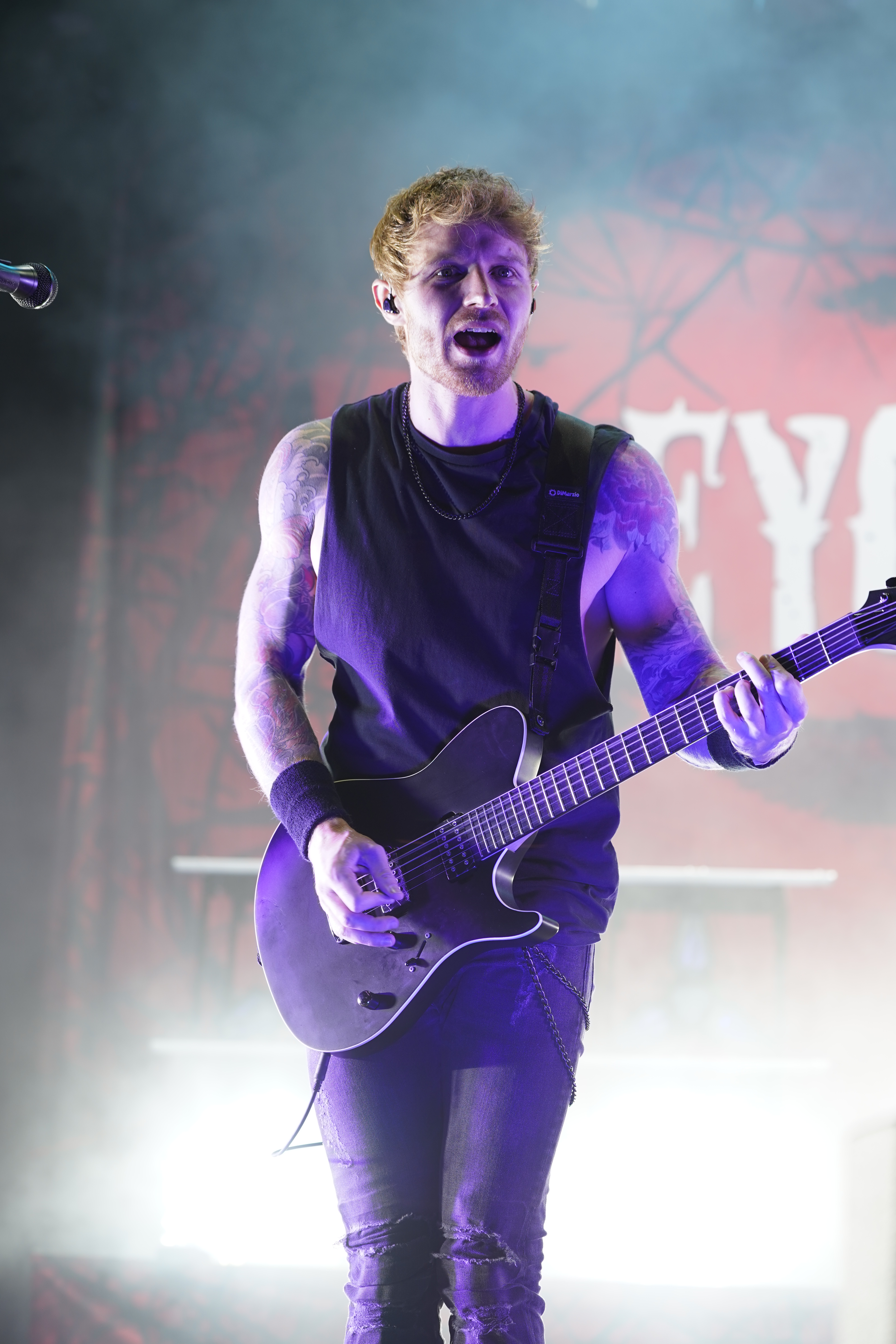
Tobi Lodes - Guitarra rítmica, coros (2016–presente)
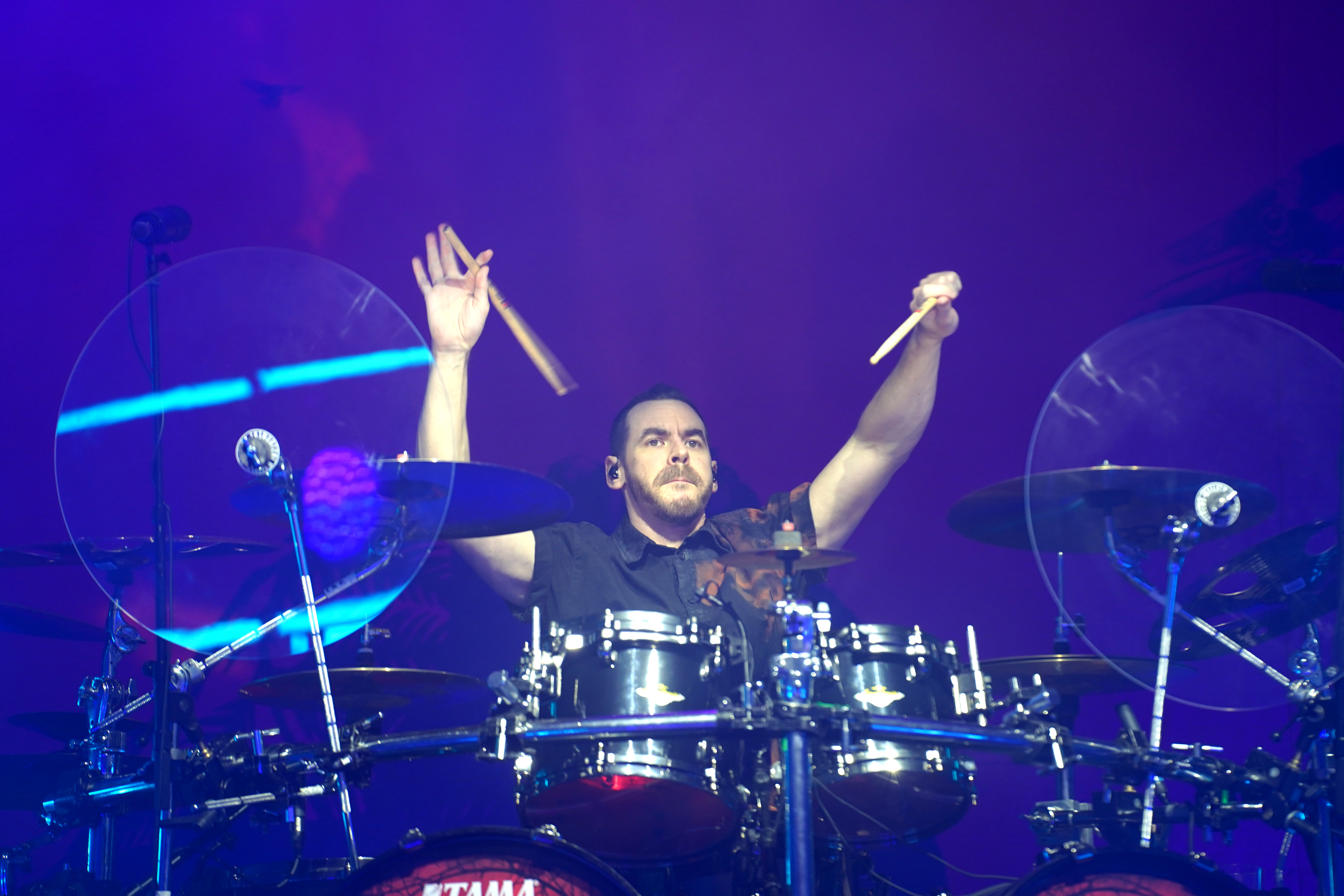
Kai Tschierschky - Batería (2016–presente)

### Miembros antiguos
- Nils Lesser – Guitarra líder (2014-2016)
- Christopher Hummels – Guitarra rítmica, coros (2014-2016)
- Tobias Derer – Batería (2014-2016)
- Erwin Schmidt – Bajo (2014-2016)
- Michael Hauser – Teclados (2014-2016)
- Jonas Roßner - Teclados, coros (2016–2018)
- Stefan Herkenhoff - Bajo (2016–2021)

Timeline

## Discografía

### Álbumes
| Título                  | Detalles                                                                                              | Posiciones | Posiciones | Posiciones | Posiciones |
| Título                  | Detalles                                                                                              | GER        | AUT        | CHE        | BEL        |
| ----------------------- | --- | ---------- | ---------- | ---------- | ---------- |
| Songs of Love and Death | - Lanzado: 13 de febrero de 2015 - Discografíca: Airforce1 Records - Formato: CD, digital download    | 12         | 21         | 51         | -          |
| Lost in Forever         | - Lanzado: 12 de febrero de 2016 - Discografíca: Airforce1 Records - Formato: CD, digital download    | 4          | 21         | 28         | -          |
| Heart of the Hurricane  | - Lanzado: 31 de agosto de 2018 - Discografíca: Napalm Records - Formato: CD, digital download, Vinyl | 5          | 28         | 14         | -          |
| Hørizøns                | - Lanzado: 19 de junio de 2020 - Discografíca: Napalm Records - Formato: CD, digital download, Vinyl  | 3          | 16         | 6          | 53         |
| Beyond the Black        | - Lanzado: 13 de enero de 2023 - Discografíca: Napalm Records - Formato: CD, digital download, Vinyl  | 2          | -          | -          | 101        |

### Versión extendida
| Year | Title                                        |
| ---- | -------------------------------------------- |
| 2020 | "W:O:A Acoustic Clash: The Lockdown Session" |

### Singles
| Año  | Título                          | Álbum                          |
| ---- | ------------------------------- | ------------------------------ |
| 2015 | "In the Shadows"                | Songs of Love and Death        |
| 2016 | "Lost in Forever"               | Lost in Forever                |
| 2017 | "Night Will Fade"               | Lost In Forever (Tour Edition) |
| 2017 | "Forget My Name (2017 Version)" | N/A                            |
| 2018 | "Heart of the Hurricane"        | Heart of the Hurricane         |
| 2018 | "Million Lightyears"            | Heart of the Hurricane         |
| 2020 | "Misery"                        | Hørizøns                       |
| 2020 | "Golden Pariahs"                | Hørizøns                       |
| 2020 | "Wounded Healer"                | Hørizøns                       |
| 2020 | "Human"                         | Hørizøns                       |
| 2022 | "Reincarnation"                 | N/A                            |
| 2022 | "Is There Anybody Out There?"   | N/A                            |

Promo singles
| Año  | Título                    | Álbum                   |
| ---- | ------------------------- | ----------------------- |
| 2015 | "Songs of Love and Death" | Songs of Love and Death |
| 2015 | "Love Me Forever"         | Songs of Love and Death |
| 2016 | "Written in Blood"        | Lost in Forever         |
| 2016 | "Halo of the Dark"        | Lost in Forever         |
| 2018 | "My God Is Dead"          | Heart of the Hurricane  |

### Videos musicales
- "In the Shadows" (2015)[13][14]
- "Lost in Forever" (2016)[15]
- "Night Will Fade" (2017)[16]
- "Forget My Name (2017 Version)" (2017)[17]
- "Heart of the Hurricane" (2018)[18]
- "Million Lightyears" (2018)[19]
- "Breeze" (2018)[20]
- "Through the Mirror" (2019)[21]
- "Misery"  (2020)[22]
- "Human" (2020)[23]

### Videos promocionales
- "Songs of Love and Death" (2015)[24]
- "Love Me Forever" (2015)[25]
- "Written In Blood" (2016)[26]